# Osvaldo de Oliveira
Osvaldo de Oliveira (São Paulo, 1931 — 1990) foi um cineasta brasileiro.
Oliveira também colaborava com a revista de cinema brasileira A Scena Muda onde, assim como em seus filmes, assinava com os pseudônimos de Jonald e Long-Shot.